# 二宮宣文
二宮 宣文（にのみや のりふみ、1949年11月17日 - ）は、日本の医学者。日本医科大学多摩永山病院　特任教授を経て、大学病院を除く病院の中では日本最大級の私立総合病院である医療法人鉄蕉会 亀田総合病院の救命救急科部長。医療法人塩田記念病院の救急科部長を歴任。
2017年2月社会医療法人社団正志会南町田病院院長、2019年4月に同病院顧問及び救急科部長に就任。2019年には最先端医療機器開発のクリメディス株式会社の最高顧問及び取締役に就任すると共に、2020年にはドクターカーや医療モビリティの開発を行う一般社団法人医療・福祉モビリティ協会（MWMA）理事長に就任し活動の幅を広げる
2021年3月には社会医療法人社団正志会花と森の東京病院救急顧問に就任した。
また、多国間の救命患者搬送や国際緊急医療などのサポート等を行う日本エマージェンシーアシスタンス株式会社の顧問医、医療法人里仁会二宮病院の理事も務めている。

## 人物
1949年11月17日、三重県四日市市生まれ。
日本の救命救急医療の第一人者として活躍。
専門は救急医学と災害医療と国際救急医療。徹底した現場主義で数多くの戦地や被災地へ出動。
邦人移送ではニュージランド地震、南アフリカでの観光客バス転落事件などの患者搬送業務にも従事。
アフガニスタン戦争時にはICRCペシャワール戦争外科病院で勤務する。
海外では、アフガン戦争の他、イラク戦争、スマトラ沖地震、パキスタン洪水、フィリピンレミンダナオ島台風災害、フィリピンレイテ島台風災害。国内では、阪神・淡路大震災、能登半島地震、新潟地震、新潟県中越沖地震、岩手宮城地震、東日本大震災などで　緊急医療チームの医師やリーダーとして治療にあたる。現代において、邦人の関係するほぼ全ての災害現場において医療活動実績のある異色の医師である。
日本医科大学多摩永山病院救命救急センター長を経て、同病院特任教授(-2015年)。 
国際災害医療NPOであるHuMA(Humanitarian Medical Assistance)＝認定特定非営利活動法人「災害人道医療支援会」常理事。 
日本の救命医療の父と呼ばれ、旭日小綬章を受章した、日本医科大学名誉教授 山本保博に師事する。
学術分野としては日本医科大学救急医学と救命救急センターでの指導の他、ドクターカーシステム、国際救急と患者搬送（5年間で600回のミッションマネージメントと年10回ほどの海外派遣）をこなす。
第12回アジア太平洋災害医学会会長を拝命。
自身の経験を活かし、ドクターカーの必要性を重要視し、各種プロジェクトを積極的に立ち上げ、救急自動二輪車（ホンダ）ドクターカーエスティマ（トヨタ）。テロや震災時に機動的且つ緊急に出動できる安価でミニワゴンを改造したドクターカーNINO(スズキ)の開発の指揮をとる。
医療システム構築事業としては、現在は厚労省事業として東日本大震災の被災地宮城県気仙沼市本吉地区「健寿の駅システム」、JICAのスーダンドクターカー普及事業などを行っている。
2022年7月8日の安倍元首相銃撃(暗殺)事件においては、国内に銃創に詳しい医師が少ないということで、テレビなどに多数出演。傷口と考えられる死因、処置についての解説を行う。
2017年社会医療法人社団正志会南町田病院院長に就任、2019年 南町田病院顧問に就任、救急科部長も兼任。
2019年先端医療機器開発を行うクリメディス株式会社において、取締役最高顧問に就任。
2021年1月一般社団法人医療・福祉モビリティ協会（MWMA）理事長に就任。
2021年3月社会医療法人社団　正志会　花と森の東京病院　救急顧問に就任。

## 災害医療出動実績
- 能登半島地震における東京からの緊急医療支援活動　[4]
- 新潟県中越地震での医療活動　[5][6]
- イラク戦争
- アフガニスタン戦争時にパキスタン・ペシャワールの国際赤十字委員会ペシャワール戦争外科医院に戦傷外科医として留学、多くの戦争負傷者を診る[7]。
- JMTDR国際救急医療チームの阪神・淡路大震災での国際医療分野の為、日本での活動に法的根拠は無いが人道的見地により医師として派遣 [8]
- 南アフリカバス転落事故の負傷者の治療及び搬送 [9]　[10]
- ニュージーランド地震における邦人治療及び搬送 [11]
- 東日本大震災におけるコストコ現場でのDMATの医療チームとしての出動　[12]
- 東日本大震災 気仙沼市への派遣　[13]
- スマトラ沖大地震およびインド洋津波被害に対する国際緊急援助隊での派遣　[14]　[15]
- パキスタン水害に関する、災害人道医療支援会「HuMA」派遣チームの医師としての活動　[16]

## 人物エピソード
- 愛称は「ドクターニーノ」と呼ばれる
- 120年以上続く、代々医師の家系に三男として産まれる。
- 父は四日市ぜんそく被害者救済に尽力した地元四日市医師会会長の二宮辰雄 [17]
- 父の死をきっかけに経済的苦境に陥る。 [18]
- 長女はオペラ歌手の二宮望実、次女は歯科医師である。

## 経歴
- 1949年11月   三重県四日市市生まれ
- 1968年3月　三重県立四日市高等学校卒業
- 1980年3月　日本医科大学医学部卒業
- 1982年6月　日本医科大学付属病院研修医・日本医科大学研究生（救急医学）入局
- 1984年7月　東京警察病院　脳神経外科　研修医
- 1985年7月　順天堂大学医学部附属浦安病院　外科　研修医
- 1986年7月　日本医科大学付属病院　救命救急センター　医員・助手
- 1987年7月　松江病院　外科救急部　部長
- 1988年10月 日本医科大学付属病院　救命救急センター　医員・助手
- 1988年11月 聖隷浜松病院　救急部　部長
- 1990年1月　松江病院　外科救急部　部長
- 1990年11月 松江病院　外科救急部　部長・副院長
- 1991年4月　日本医科大学付属病院　救命救急センター　医員・助手
- 1994年4月　川口市立医療センター　救命救急センター　副センター長
- 1997年7月　日本医科大学付属病院　高度救命救急センター　医員・助手
- 2002年4月　日本医科大学付属病院　高度救命救急センター講師
- 2003年4月　日本医科大学多摩永山病院　救命救急センター助教授
- 2003年5月　日本医科大学多摩永山病院　救命救急センターセンター長
- 2004年7月　米国ジョージ・ワシントン大学救急医学Adjunct assistant　professor兼
- 2011年4月　日本医科大学多摩永山病院　病院教授
- 2013年4月　日本医科大学多摩永山病院　特任教授
- 2015年4月　医療法人鉄蕉会亀田総合病院 救命救急科 部長 、医療法人塩田記念病院 救急科 部長
- 2017年2月　社会医療法人社団正志会 南町田病院 院長
- 2019年4月　社会医療法人社団正志会 南町田病院 顧問及び救急科部長
- 2019年9月　多摩大学大学院経営情報学研究科修士学位取得
- 2019年6月　クリメディス株式会社　取締役最高顧問就任
- 2020年1月　一般社団法人医療・福祉モビリティ協会（MWMA）理事長に就任
- 2021年3月　社会医療法人社団正志会花と森の東京病院　救急顧問就任
- 2022年7月　医療法人社団さんりつ会　そうわクリニック
- 2022年7月　医療法人社団あすなろ会　やまとサンクリニック
- 2023年4月　医療法人社団あすなろ会　やまとサンクリニック　医院長に就任

【海外留学】
- 1988年4月- 米国ミネソタ州 メイヨークリニック救急外科  目的:救急外科研修  身分：Visiting clinician

【海外勤務】
- 1990年8月- パキスタン 国際赤十字委員会ペシャワール戦争外科病院 目的：戦傷外科治療実践  身分：戦傷外科医

## 公職
- 日本救急医学会評議員
- 日本救急医学会認定医
- 日本救急医学会指導医
- 日本集団災害医学会評議員
- 日本臨床救急医学会評議員
- 認定特定非営利活動法人「HuMA災害人道医療支援会」常任理事
- アジア太平洋災害医学会理事、第12回アジア太平洋災害医学会会長

## 著作
- 中村圭介著 希望学『絶望なんかしていられない－救命救急医ドクター・ニーノ戦場を駆ける』「日本図書館協会選定図書」

上記書籍は二宮宣文のインタビューを構成した作品。

## テレビ出演歴
- クローズアップ現代「新潟中越地震　その時被災地の医療は」
- TBSニュースバード 2008年6月10日放送「現場から変わる救命救急医療」
- 仲村トオル「地球サポーター」
- 「TBSニュースバード」
- 「TBS NEWS」安倍元総理銃撃事件